# لويس أمادو
لويس أمادو هو سياسي برتغالي، ولد في 17 سبتمبر 1953 في لشبونة في البرتغال. نشط حزبياً في الحزب الاشتراكي (البرتغال). في 1991 Portuguese legislative election ‏، انتخب عضو مجلس الجمهورية ‏ عن دائرة Madeira (Assembly of the Republic constituency) ‏ وقد انضم خلال فترته النيابية ‏ للكتلة البرلمانية الحزب الاشتراكي (البرتغال) وانتخب وزير الدفاع الوطني ‏ (12 مارس 2005 – 3 يوليو 2006) وانتخب وزير الخارجية ‏ (3 يوليو 2006 – 21 يونيو 2011).